# 앵거스 레니
앵거스 레니 (Angus Lennie, 1930년 4월 18일 ~ 2014년 9월 14일)는 스코틀랜드의 연극 배우, 영화배우, 텔레비전 배우이다.
글래스고에서 태어났으며 런던에서 사망하였다. 사인은 질병이다.

## 영화
- 말괄량이 길들이기 (1980년)
- 공룡 사라지다 (1975년)
- 오 왓 어 러브리 워 (1969년)
- 633 폭격대 (1964년) - 호피 홉킨슨 역
- 대탈주 (1963년)
- 턴스 오브 글로리 (1960년)